# Filip Bradarić
Filip Bradarić (* 11. Januar 1992 in Split) ist ein kroatischer Fußballspieler.

## Karriere

### Klub
Er begann seine Karriere in der Jugend von Hajduk Split und durchlief alle Stationen bis zur U19, wonach er zur Saison 2010/11 fest in die erste Mannschaft wechselte. Nach einer Saison wurde er für die Spielzeit 2012/13 an NK Primorac Stobreč verliehen. Bis Anfang Februar 2015 bei Hajduk aktiv, wechselte er zum Ligakonkurrenten HNK Rijeka. Mit diesen gewann er in der Spielzeit 2016/17 das Double aus Pokal und Meisterschaft. Im August 2018 ging es per Leihe zu Cagliari Calcio nach Italien, dem er sich nach einem halben Jahr fest anschloss. Im September 2019 ging es per Leihe bis Ende Januar 2020 zurück zu seinem Jugendklub Hajduk. Ebenso per Leihe ging er im Anschluss für den Rest der Saison nach Spanien zu Celta Vigo. Von Oktober 2020 bis zum Ende der Saison 2020/21 ging er per dritter Leihe in Folge nach Saudi-Arabien zu al-Ain. Anschließend wechselte er innerhalb Saudi-Arabiens zu al-Ahli. Hier lief sein Vertrag im September 2022 aus, seitdem ist er ohne Klub.

### Nationalmannschaft
Nach der U19 und der U21 hatte er seinen ersten Einsatz für die kroatische A-Nationalmannschaft am 15. November 2016 bei einem 3:0-Freundschaftsspielsieg über Nordirland. Nach einem Freundschaftsspiel in 2017 und zwei in 2018 wurde er bei der Weltmeisterschaft 2018 im Gruppenspiel gegen Island in der 65. Minute für Luka Modrić eingewechselt. Sein bislang letzter Einsatz im Nationaldress war am 15. Oktober 2018 bei einem 2:1-Freundschaftsspielsieg über Jordanien.